# Upper Austria Grand Prix

L'Upper Austria Grand Prix è un torneo internazionale di judo che si tiene a Linz, Austria. Fa parte del circuito IJF World Tour, ad oggi si sono svolte 3 edizioni.

## Edizioni
Di seguito la tabella delle ultime edizioni del meeting.
| Edizione | Anno | Data         | Circuito            | Dettagli                      | Rif.  |
| -------- | ---- | ------------ | ------------------- | ----------------------------- | ----- |
| 1°       | 2023 | 25-27 maggio | IJF World Tour 2023 | Upper Austria Grand Prix 2023 | [ 1 ] |
| 2°       | 2024 | 08-10 marzo  | IJF World Tour 2024 | Upper Austria Grand Prix 2024 | [ 2 ] |
| 3°       | 2025 | 07-09 marzo  | IJF World Tour 2025 | Upper Austria Grand Prix 2025 | [ 3 ] |